# San Lorenzo in Campo
San Lorenzo in Campo es una comune italiana situada en la provincia de Pesaro y Urbino, en la región de las Marcas. Tiene una población estimada, a fines de abril de 2022, de 3168 habitantes.

## Evolución demográfica
| Gráfica de evolución demográfica de San Lorenzo in Campo entre 1861 y 2022 |
|                                                                            |
| Fuente: ISTAT - Elaboración gráfica de Wikipedia                           |